# Felső-Tisza
Felső-Tisza este o arie protejată (arie de protecție specială avifaunistică — SPA) din Ungaria întinsă pe o suprafață de 14.820,46 ha, integral pe uscat.

## Localizare
Centrul sitului Felső-Tisza este situat la coordonatele 48°10′44″N 21°33′33″E / 48.1789°N 21.5592°E.

## Înființare
Situl Felső-Tisza a fost declarat arie de protecție specială avifaunistică în mai 2004 pentru a proteja 24 de specii de animale.

## Biodiversitate
Situată în ecoregiunea panonică, aria protejată nu include niciun habitat protejat.
La baza desemnării sitului se află mai multe specii protejate de  păsări (24): pescăruș albastru (Alcedo atthis), acvilă de câmp (Aquila heliaca), rață roșie (Aythya nyroca), buhai de baltă (Botaurus stellaris), chirighiță-cu-obraz-alb (Chlidonias hybridus), barză neagră (Ciconia nigra), dumbrăveancă (Coracias garrulus), cristeiul de câmp (Crex crex), ciocănitoare de grădină (Dendrocopos syriacus), ciocănitoare neagră (Dryocopus martius), egretă albă (Egretta alba), egretă mică (Egretta garzetta), muscar-gulerat (Ficedula albicollis), codalb (Haliaeetus albicilla), stârc pitic (Ixobrychus minutus), sfrâncioc roșiatic (Lanius collurio), gaia neagră (Milvus migrans), stârc de noapte (Nycticorax nycticorax), viespar (Pernis apivorus), ciocănitoare verzuie (Picus canus), cresteț pestriț (Porzana porzana), pițigoi-pungar (Remiz pendulinus), lăstun de mal (Riparia riparia), silvie porumbacă (Sylvia nisoria).